# الدوري الشمالي الممتاز 1987–88
الدوري الشمالي الممتاز 1987–88 هو موسم من دوري الشمال الممتاز ‏. فاز فيه نادي تشورلي.